# Ashley Lelie
Ashley Jovon Lelie (Bellflower, 16 febbraio 1980) è un ex giocatore di football americano statunitense che fu scelto dai Denver Broncos nel Draft NFL 2002.

## Carriera
Debutta nella massima lega americana come rookie nella stagione 2002, firmando per i Denver Broncos. Nella prima stagione gioca 16 partite, venendo schierato tra i titolari una sola volta. Nelle stagioni successive tale statistica aumenta, fino al 2004 in cui viene schierato titolare in tutte le 16 partite stagionali. Durante questa stagione stabilisce anche il record personale di touchdown (7). Gioca per i Broncos anche nella stagione successiva, poi nel 2006 passa agli Atlanta Falcons, con cui colleziona 15 presenze. L'anno successivo passa ai San Francisco 49ers, dove su 15 presenze viene schierato titolare solo in 3 occasioni. Nel 2008 gioca per gli Oakland Raiders; il 21 dicembre dello stesso anno si infortuna al polpaccio, venendo costretto a saltare il resto della stagione.
Nel 2009 firma per i Kansas City Chiefs, che però lo svincolano il 5 settembre dello stesso anno.